# Физиология на растенията
Физиологията на растенията е дял от биологията, който се занимава с физиологичната организация на растителната клетка, растителния орган и цялото растение.
Науката изследва:
- Физиология на растителната клетка
- Въглеродно хранене на растенията (фотосинтеза)
- Дишане на растенията
- Воден режим на растенията
- Минерално хранене на растенията
- Растеж на растенията
- Развитие на растенията
- Устойчивост на растенията към стресови фактори